# Hiroshi Ōnishi

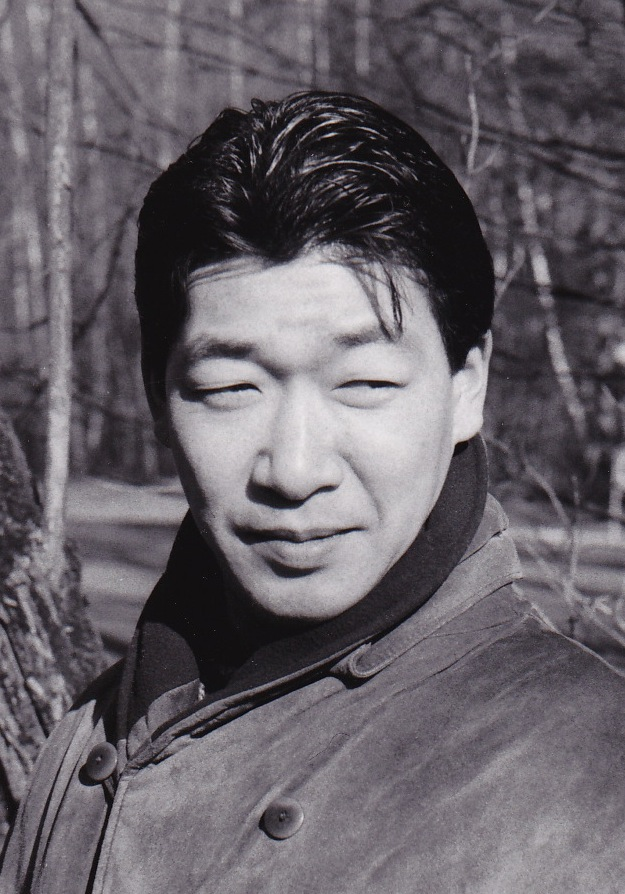
Hiroshi Ōnishi (1993)

Hiroshi Ōnishi (japanisch 大西 博, Ōnishi Hiroshi; * 18. Juni 1961 auf der Insel Shikoku in der Präfektur Tokushima; † 31. März 2011 im Biwa-See, Präfektur Shiga) war ein japanischer Maler und Hochschullehrer.

## Leben und Werk

### Jugend und Frühwerk
Geboren auf der Insel Shikoku, wuchs er ab dem 3. Lebensjahr in Osaka auf. Zwei wesentliche Ereignisse in seiner Kindheit weckten sein Interesse an der westlichen Kultur: Die Weltausstellung in Osaka 1970 sowie die Unterweisungen in westlicher Malerei durch den Künstler Kakuichi Shikawa. Im Alter von 12 Jahren zog die Familie nach Tokyo, wo er 1983 die Aufnahmeprüfung an der Staatlichen Hochschule für Musik und Bildende Künste (Tōkyō Geijutsu Daigaku) bestand. 1989 schloss er sein Studium als Master of Fine Arts (M.F.A.) im Fachbereich Ölmalerei, Technik und Material ab. Seine Bachelor-Arbeit „La Truite“ (dt. „Die Forelle“, 1987) wurde vom Japanischen Kultusministerium gekauft, die Master-Arbeit, das Bild „Salmon“ (dt. „Der Lachs“, 1989) von der Daiwa-Bank. In dieser Phase orientierte er sich stark an der europäischen Renaissance, wobei seine Menschenformen an Albrecht Dürer oder Matthias Grünewald in Verbindung mit seinen Vorstellungen von Fisch und Wasser erinnern. Nach dem Studium arbeitete er ein Jahr lang als Forschungsmitglied  der Universität in der Abteilung Ölmalerei, Technik und Material.

### Wandmalerei
In den darauffolgenden Jahren schuf er mehrere surreal und expressiv anmutende Ölgemälde. Gleichzeitig arbeitete er von 1983 bis 1992 als Wandmaler für das Kaufhaus Shibuya PARCO in Tokyo. Diese Tätigkeit nannte er später in seinen Schriften Kaisha ni okeru katsudō (会社における活動, dt. „Die Gesellschaften/Unternehmen betreffende Tätigkeiten“). Auf Flächen von 4,5 × 13 bzw. 4,5 × 9 Metern Größe malte er auf der Außenwand des Kaufhauses Werbebilder für verschiedene Produkte. Anfangs malte er allein, später engagierte er für diese Aufträge zusätzliche Mitarbeiter.

### Studium in Deutschland
Von 1992 bis 1997 studierte Ōnishi bei Günter Dollhopf an der Akademie der Bildenden Künste Nürnberg. 1996 wurde er zum Meisterschüler ernannt. Das Experimentieren mit Papier, Acryl, Tusche, Stoff und Pigment wurde zu einer Suche nach seinen japanischen Wurzeln.

### Rückkehr nach Japan und Hauptwerk

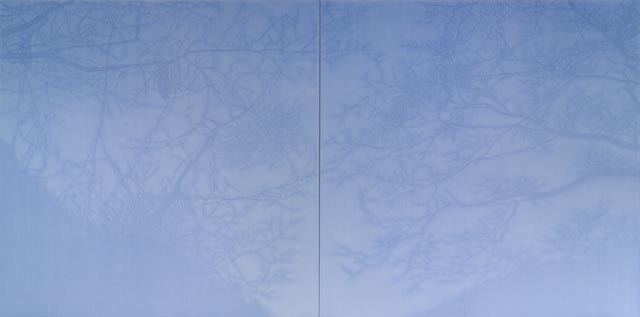
„View of Remembrance I“ (2009). 3,88 × 1,94 m, Lapislazuli auf Leinwand

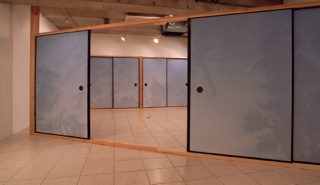
Schiebetüren für Nanzen-ji, Ausstellung Galerie Omotesando, Tokyo, 2011

Im Februar 1998 kehrte er nach Japan zurück, um zunächst eine Tätigkeit als Dozent, später als Professor an seiner Alma Mater aufzunehmen.
2003 unternahm er im Auftrag der Universität zwei Reisen nach Afghanistan, wo er das Mineral Lapislazuli als Werkstoff für sich entdeckte und als Pigment traditioneller Malerei wiederentdeckte. Das in einem aufwendigen Prozess gewonnene Ultramarin-Pigment verwendete er zunächst für seine Malerei und später für die Herstellung von Teezeremonie-Utensilien. Zusammen mit der japanischen Firma Holbein Ltd. entwickelte er eine hochwertige Lapislazuli-Aquarellfarbe. Als Professor in der Abteilung Ölmalerei, Material und Technik der Tōkyō Geijutsu Daigaku lehrte er die traditionelle Herstellung von Lapislazuli-Pigment nach der Überlieferung von Cennino Cennini aus dem 14. Jahrhundert.
Aufsehenerregende Ausstellungen mit dieser Maltechnik führten zu seinem wichtigsten und ehrenvollsten Auftrag: Auf dem Areal des bekanntesten Zen-Tempels in Kyoto, dem Nanzen-ji, sollte er im zugehörigen Tenjuan-Tempel einen Saal in der Lapislazuli-Technik ausmalen. Das Werk umfasste 73 Fusuma-e (Gemälde auf Schiebetüren). Er konnte 12 Fusuma-e fertigstellen.
Am 31. März 2011 verunglückte er tödlich bei einem Bootsunfall im Biwa-See.

### Werkschau
Vom 20. März bis 8. April 2012 fand auf dem Campus der Tōkyō Geijutsu Daigaku posthum die erste Gesamtschau seines Werkes unter dem Titel „ONISHI HIROSHI Retrospective – View of Remembrance – 大西博　回顧展　幻景“ statt. Neben zahlreichen Frühwerken wurden die Gemälde gezeigt, die in seiner Lapislazuli-Technik entstanden sind. Zusätzlich fand erstmals eine Präsentation der Sammlung von Utensilien für Teezeremonien statt. Sie besteht aus 30 Teeschalen aus gebranntem Lapislazuli-Pigment. Hinzu kommen Gerätschaften aus Bambus und Holz, die mit Lapislazuli-Pigment lackiert sind.
Hiroshi Ōnishi war die Verbindung zwischen östlicher und westlicher Malerei ein zentrales Anliegen. Ein Teil des Werkes befindet sich heute in Deutschland bei seiner Witwe Martina Wagner-Onishi.

## Ausstellungen

### Einzelausstellungen
- 1989 Ginza Surugadai Gallery, Tokyo
- 1990 Ginza JBC Gallery, Tokyo
- 1994 Gold/Pfeil, Nürnberg
- 1998 Gallery Fukuyama, Tokyo
- 1999 Fuji Gallery, Osaka
- 2000 Yokohama Galeria Bellini Hill Gallery, Kanagawa
- 2002 Gallery Mori, Tokyo
- 2005 Gallery OPEN DOOR, Tokyo
- 2011 Gallery Omotesando, Tokyo
- 2012 The Chinretsukan Gallery, Tokyo University of the Arts, Tokyo
- 2021 Ausstellung Bluescapes, Escapement Art, Zürich

### Gruppenausstellungen (Auswahl)
- 1987 Graduation Exhibition (B.F.A.)
- 1989 Graduation Exhibition (M.F.A.)
- 1993 Große Kunst Ausstellung, Haus der Kunst, München
- 1994 Siebold in Japan, Siebold-Stiftung, Würzburg
- 1996 Ausstellung der Dollhopf-Klasse, Schwabach
- 1997 From The Collection of The University Art Museum, Tokyo, Osaka, Kyoto, Nagoya
- 1999 At Center of Corridor, Yokohama Galeria Bellini Hill Gallery, Kanagawa; STOP OVER, Akademie der Bildenden Künste Nürnberg, Nürnberg
- 2002 NEWS, The University Art Museum, Tokyo
- 2003 Art Workshop School Exhibition, Myoko-Stadt, Akakura-Onsen, Präfektur Niigata
- 2004 Fuji Gallery and Teo Art Gallery; Japan-South Korea Exchange Exhibition, Busan, Südkorea
- 2005 Reflex – Development and Construction of Contemporary Methods of Gold Leaf and Tempera – The University Art Museum, Tokyo; Coexistence in the Same Mind, Korean Craft Museum, Cheongju
- 2006 Three Histories, PICI Gallery, Seoul, Südkorea; The Legend of Minakami, Minakami Mizu Kiko Kan, Präfektur Gunma; Japan-South Korea Exchange Exhibition, Changwon Gallery, Changwon, Südkorea
- 2007 Artists’ Oil Color, The University Art Museum, Tokyo
- 2009 Layer/inner-sight, Galerie Omotesando, Tokyo; Asian Contemporary Art Drawings Exhibition, The University Art Museum, Tokyo
- 2010 ITSU-Japanese Painting Beyond Tradition, Hillside Forum, Tokyo; SOFA, Park Avenue Armory, New York
- 2011 Galerie Omotesando, Tokyo; „SIX Esprits – from West“, Gallery EM, Nagasaki; „Tradition Present break up“ painting exhibition, The University Art Museum, Tokyo; „Homage to Akihiko Takami“, Galerie Omotesando, Tokyo
- 2013 Ceramic Class of Prof. Makoto Toyofuku, The University Art Museum, Tokyo
- 2014 „Seeing objects, painting objects“ Oil Painting, Department of Material and Techniques and other Artists, The University Art Museum, Tokyo
- 2016–2017 Zeitgenössische Kunst und die Überlieferung, Museum für Asiatische Kunst, Berlin
- 2017–2018 „Von der Kunst, ein Teehaus zu bauen.“ Neues Museum Nürnberg

### Teezeremonien

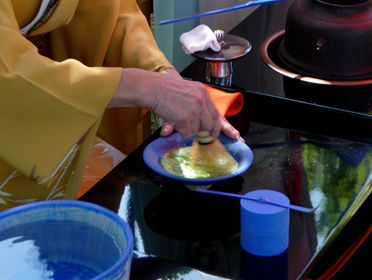
Teezeremonie in Myōkō

Anlässlich der 120-jährigen Jubiläumsfeier der Tokyo University of the Arts fand im Oktober 2007 die viertägige Veranstaltung „Geidai Chakai“ (Tee-Zusammenkunft der Geidai) statt. Hiroshi Onishi schuf dafür mehrere Gegenstände für Teezeremonien, darunter die erste gebrannte Teeschale mit einer Lasur aus Lapislazuli-Pigment. Es folgten weitere Teezeremonien im öffentlichen Raum.
- 2007 Teezeremonie „Geidai Chakai“, The University Art Museum, Tokyo
- 2008–2010 Teezeremonien in Akakura-Onsen, Myōkō, Präfektur Niigata
- 2010 Teezeremonie Matsuen-kai, Nezu-Museum, Tokyo